# Зелинский, Вильбур
Ви́льбур Зели́нский (правильнее Уи́лбер Зели́нски, англ. Wilbur Zelinsky; 21 декабря 1921, Чикаго — 4 мая 2013) — американский географ, один из важнейших представителей культурной географии.

## Биография
Родился в Чикаго, учился в Калифорнийском университете в Беркли, где его научным руководителем был Карл Зауэр. В 1946 году получил степень магистра в Университете Висконсина, затем вернулся в Калифорнийский университет, где в 1953 году получил степень доктора.
Работал и преподавал в университете Джорджии (1948—1952), Висконсина (1952—1954). Некоторое время работал аналитиком в железнодорожной компании Chesapeake and Ohio Railway, затем снова вернулся к преподавательской деятельности. C 1962 года преподавал в университете штата Пенсильвания, являлся почётным профессором. В 1972—1973 годах был президентом Ассоциации американских географов.

## Вклад в науку
Наиболее известен работами по культурно-географическому районированию США, выделял т.н. «обыденные» (вернакулярные) районы, не связанные с административными границами или экономической деятельностью. Рассматривал также вопросы, касающиеся формирования территориальных общностей людей, местных культурных отличий, географии населения, демографии США и развивающихся стран.

## Основные работы
Автор и соавтор восьми книг и монографий, более 70 статей. Наиболее известная книга Зелинского — «Культурная география США» (1973).
- A Prologue to Population Geography. Englewood Cliffs, N.J.: PrenticeHall. 150 pp., 1966.
- The hypothesis of the mobility transition // Geographical Review 61, 1971
- The Cultural Geography of the United States. Englewood Cliffs, N.J.: Prentice-Hall. 1973.
- This Remarkable Continent: An Atlas of North American Society and Cultures. (with John F. Rooney, Jr., Dean Louder, and John D. Vitek) College Station: Texas A&M University Press. 1982.